# ジャパンカップサイクルロードレース2009

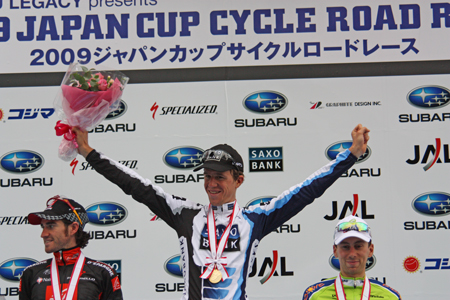
優勝したC・A・セレンセン

ジャパンカップサイクルロードレース2009は、ジャパンカップサイクルロードレース(1.HC)の18回目のレース。2009年10月24日、25日の両日開催された。

## 結果

### ジャパンカップ
- 2009年10月25日(日) 151.3km

| 順位 | 選手名                         | 国籍         | チーム                       | 時間          |
| ---- | ------------------------------ | ------------ | ---------------------------- | ------------- |
| 1    | クリス・アンカー・セレンセン   | デンマーク   | チーム・サクソバンク         | 4時間06分09秒 |
| 2    | ダニエル・モレノ               | スペイン     | ケス・デパーニュ             | +24秒         |
| 3    | イヴァン・サンタロミタ         | イタリア     | リクイガス                   | 同            |
| 4    | フアン・ホセ・コーボ           | スペイン     | フジ・セルベット             | 同            |
| 5    | パブロ・ラストラス             | スペイン     | ケス・デパーニュ             | +40秒         |
| 6    | ホアキン・ロドリゲス           | スペイン     | ケス・デパーニュ             | +59秒         |
| 7    | ヴァレリオ・アニョーリ         | イタリア     | リクイガス                   | +1分25秒      |
| 8    | ジョヴァンニ・ヴィスコンティ   | イタリア     | ISD                          | 同            |
| 9    | 鈴木真理                       | 日本         | シマノレーシング             | +2分08秒      |
| 10   | グスタフ・エリック・ラーション | スウェーデン | チーム・サクソバンク         | 同            |
| 11   | ヨハン・チョップ               | スイス       | BBox ブイグテレコム          | 同            |
| 12   | 西谷泰治                       | 日本         | 愛三工業レーシングチーム     | +2分21秒      |
| 13   | 宮澤崇史                       | 日本         | 梅丹本舗・GDR                | 同            |
| 14   | 飯島誠                         | 日本         | チームブリヂストン・アンカー | 同            |
| 15   | 清水都貴                       | 日本         | 梅丹本舗・GDR                | 同            |
| 16   | 品川真寛                       | 日本         | 愛三工業レーシングチーム     | +2分24秒      |
| 17   | ダビ・デ・ラ・フエンテ         | スペイン     | フジ・セルベット             | 同            |
| 18   | 福島晋一                       | 日本         | 梅丹本舗・GDR                | +3分01秒      |
| 19   | 野寺秀徳                       | 日本         | 梅丹本舗・GDR                | 同            |
| 20   | 土井雪広                       | 日本         | 日本ナショナルチーム         | 同            |

山岳賞
- 3周目　畑中勇介（ 日本、シマノレーシング）
- 6周目　廣瀬佳正（ 日本、宇都宮ブリッツェン）
- 9周目　小森亮平（ 日本、ジャパンナショナルチーム）

アジア最優秀選手賞
- 鈴木真理（ 日本、シマノレーシング）

U23最優秀選手賞
- 伊丹健治（ 日本、チームブリヂストン・アンカー）

敢闘賞
- 小森亮平（ 日本、ジャパンナショナルチーム）

### その他の結果
オープン男子優勝
- 大塚潤（TEAM YOU CAN）2時間08分25秒

オープン女子優勝
- 萩原麻由子（サイクルベースあさひ）1時間17分46秒